# José Aratanha
José Gerardo Theóphilo Albano de Aratanha (* 23. Oktober 1922 in Fortaleza, Ceará) ist ein brasilianischer Seeoffizier, der zuletzt als Flottenadmiral (Almirante-de-Esquadra) zwischen 1981 und 1982 Chef des Stabes (Chefe do Estado-Maior da Armada) der Marine (Marinha do Brasil) war.

## Leben

### Ausbildung zum Seeoffizier, Seeoffizier und Stabsoffizier

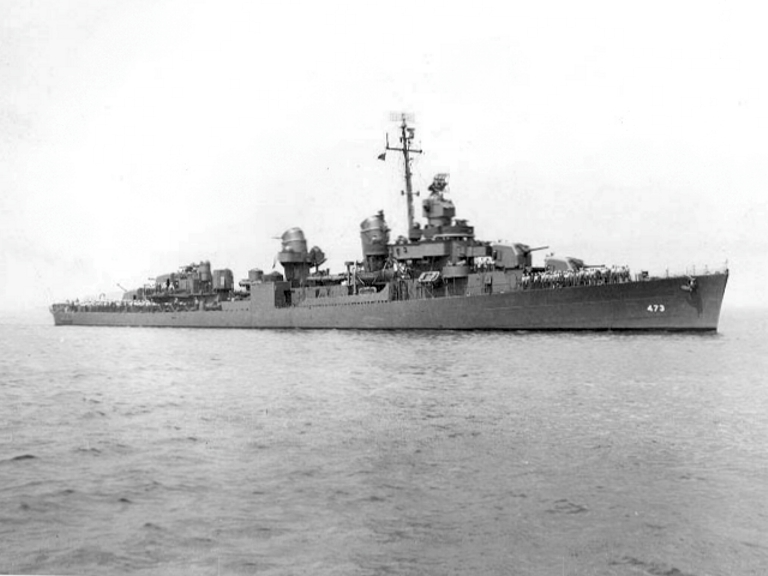
José Aratanha war nach seiner Beförderung zum Kapitän zur See (Capitão-de-mar-e-guerra) von März bis August 1966 Kommandant des Zerstörers CT Paraíba, der ehemaligen Bennett.

José Gerardo Theóphilo Albano de Aratanha, Sohn von Anselmo de Abreu Albano de Aratanha und Dalila Maria Teófilo Albano, begann nach dem Schulbesuch im März 1940 als Seekadett (Aspirante) seine Ausbildung zum Seeoffizier an der Marineschule (Escola Naval) und nahm von Februar 1944 bis Mai 1945 am Zweiten Weltkrieg teil. Nach Kriegsende folgten verschiedene Verwendungen und im März 1953 besuchte er den Kommandeurs- und Generalstabslehrgang an der Marinekriegsschule der peruanischen Marine und wurde im Mai 1953 Korvettenkapitän (Capitão-de-corveta) befördert. Nach seiner Rückkehr wurde er im Februar 1954 zum Assistent des Direktors der Marinekriegsschule (Escola de Guerra Naval) ernannt und im März 1959 zum Fregattenkapitän (Capitão-de-fragata) befördert. Danach besuchte er zwischen April und Dezember 1960 den Generalstabslehrgang an der Marinekriegsschule und fungierte daraufhin von März bis November 1961 als stellvertretender Chef der Zweiten Sektion des Generalsekretariats des Nationalen Sicherheitsrates CSN (Conselho de Segurança Nacional), ehe er im Dezember 1961 Kabinettsoffizier von Marineminister Admiral Ângelo Nolasco de Almeida wurde. Im Juni 1962 übernahm er den Posten als stellvertretender Leiter der Abteilung Versorgung im Marinestab (Estado-Maior da Armada) und verblieb in dieser Funktion bis Juni 1963.
Daraufhin war Aratanha zwischen Juni 1963 und Juni 1964 Kabinettsoffizier von Marineminister Admiral Sílvio Borges de Sousa Mota und wurde danach im Juni 1964 zum Generalstab der Streitkräfte EMFA (Estado-Maior das Forças Armadas) abgeordnet. Er wurde im Anschluss von Januar bis August 1965 in die Kommandozentrale der Atlantischen Verteidigungszone (Núcleo de Comando da Zona de Defesa do Atlântico) versetzt und fungierte zwischen August 1965 und März 1966 als Exekutivsekretär der Kommission für die Neuanpassung der Besoldung der Zivil- und Militärbeamten der Union (Comissão do Reajustamento da Remuneração dos Servidores Públicos Civis e Militares da União). Danach war er nach seiner Beförderung zum Kapitän zur See (Capitão-de-mar-e-guerra) von März bis August 1966 Kommandant des Zerstörers CT Paraíba, der ehemaligen Bennett. Im September 1966 übernahm er kurzzeitig die Position des Leiters der Unterabteilung für Operationen der Geschwader im Stab der Marine, wurde aber bereits im Oktober 1966 zum Leiter der Studienkommission für die Neustrukturierung der Studiengänge an der Marinekriegsschule ernannt. Daraufhin war er von April 1967 bis Januar 1969 Leiter der Abteilung für Forschung und Information des Stabes der Marine sowie zwischen Januar 1969 und Februar 1971 Kommodore des 1. Zerstörergeschwaders (1º Esquadrão de Contratorpedeiros). Zugleich übernahm er im Mai 1969 auch den Posten als Kommodore des Usinagem e Varredura-Geschwaders und war im Anschluss zwischen Februar 1971 und Juli 1972 Chef des Stabes im Oberkommando der Flotte (Comando-em-Chefe-da-Esquadra).

### Aufstieg zum Admiral und Chef des Stabes der Marine

Aufgrund einer krankheitsbedingten Abwesenheit von Marineminister Admiral Maximiano Eduardo da Silva Fonseca war José Aratanha im September 1981 kurzzeitig kommissarischer Marineminister.

Nachdem José Aratanha im März 1972 zum Konteradmiral (Contra-almirante) befördert worden war, fungierte er zwischen Juli 1972 und November 1974 als Kommandeur der Zerstörerflottille (Força de Contratorpedeiros). Zugleich wurde er im Januar 1973 Mitglied der Beförderungskommission für Marineoffiziere (Comissão de Promoção de Oficiais da Marinha). Im November 1974 wurde er Vize-Chef des Stabes der Marine und erhielt als solcher im März 1975 seine Beförderung zum Vizeadmiral (Vice-almirante). Daraufhin fungierte er zwischen Februar 1975 und Mai 1978 als Präsident der Kommission der brasilianischen Marine in Europa (Comissão Naval Brasileira na Europa) und übernahm dann im Oktober 1978 den Posten als Präsident der Verwaltungskommission für Sonderprojekte (Comissão Gerencial de Projetos Especiais). Nach seiner Beförderung zum Flottenadmiral (Almirante-de-Esquadra) im März 1979 wurde er im April 1979 zum Generaldirektor für Marinematerial (Diretor-geral do Material da Marinha) ernannt und wurde zudem im April 1981 Mitglied des Rates des Marineverdienstordens (Conselho da Ordem do Mérito Naval).
Im Juni 1981 löste Geschwaderadmiral Aratanha Flottenadmiral Roberto Andersen Cavalcanti als Chef des Stabes (Chefe do Estado-Maior da Armada) der Marine (Marinha do Brasil) ab. Im September 1981 fungierte er zudem aufgrund einer krankheitsbedingten Abwesenheit von Marineminister Admiral Maximiano Eduardo da Silva Fonseca kurzzeitig auch als kommissarischer Marineminister. Im Dezember 1982 schied er aus dem aktiven Militärdienst aus und wurde mit Ruhestandssold in die Reserve versetzt. Im Januar 1983 übernahm Flottenadmiral José Calvente Aranda den Posten als Chef des Stabes der Marine.
Aus seiner Ehe mit Maria Angélica da Justa Albano de Aratanha gingen fünf Kinder hervor.